# هانوفر (كويكب)

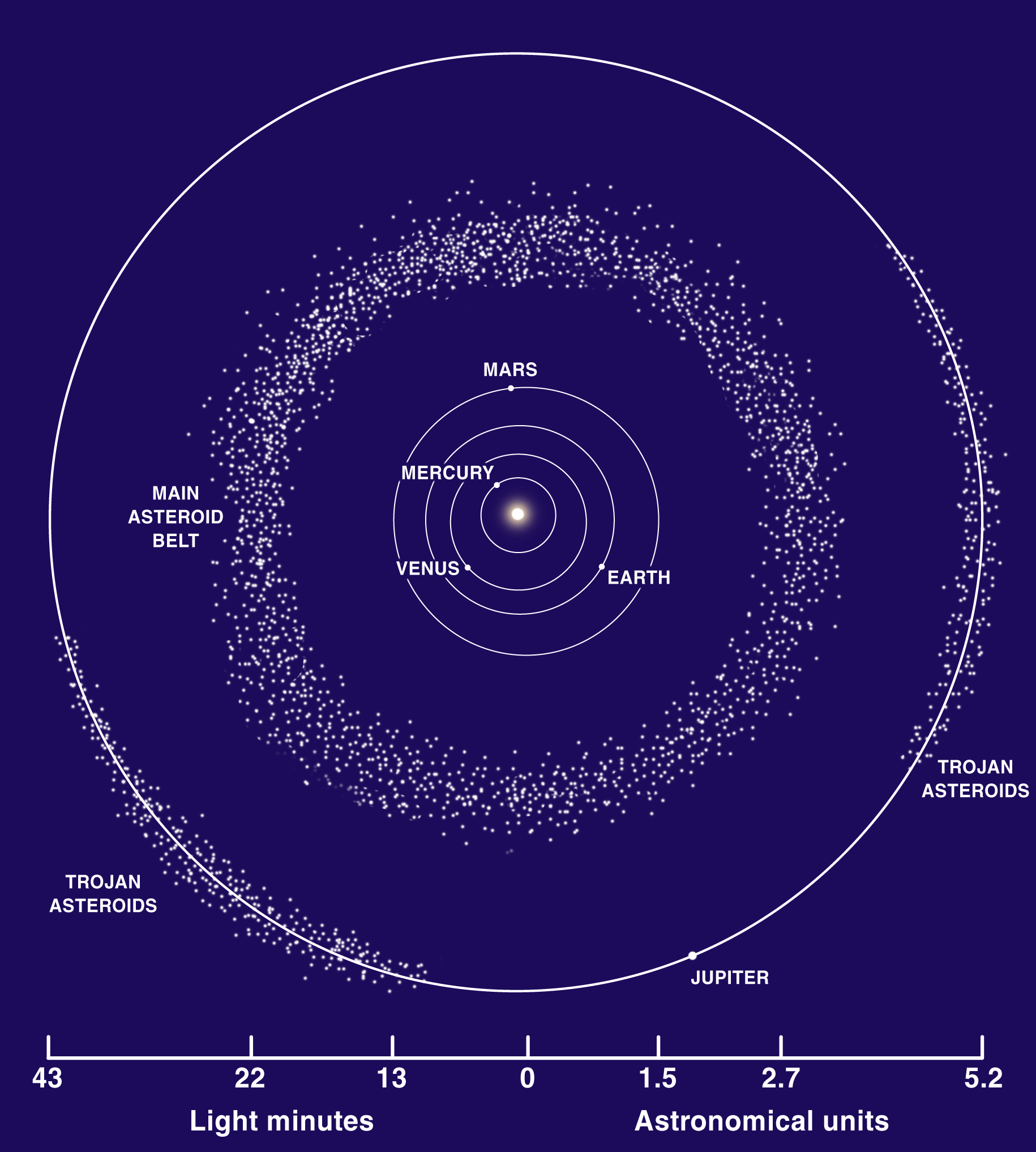
حزام الكويكبات بين المريخ والمشتري.

كويكب هانوفر في الفلك (بالإنجليزية:(Hannover (minor planet) هو كويكب صغير اكتشف عام 2008 في حزام الكويكبات الواقع بين كوكبي المريخ والمشتري. توجد في هذا الحزام أعداد كبير جدا من الكويكبات الصغيرة، من ضمنها ما يعد كوكب قزم مثل 4 فيستا وسيريس (كوكب قزم) . يحمل كويكب هانوفر رقم 295565 في قائمة الكويكبات (List of minor planets).
اكتشف هذا الكوكب فلكي من الهواة الألمان اسمه «إرفين شواب» في عام 2008 أثناء اسطلاعاته للسماء من مرصد الاتحاد الفيزيائي فرانكفورت Sternwarte des Physikalischen Vereins Frankfurt وأعطاه رقم 295565 . واستمر في رصده عدة سنوات للتأكد من اكتشافه ولتعيين مساره وحجمه، ثم حان عام 2013 حيث أطلق عليه اسم «هانوفر» تمجيدا لهذه المدينة الألمانية التي نشأ فيها العالم الفلكي الألماني الشهير «فريدريش فلهلم هيرشل» وقام مع أخته «كارولين» باكتشاف كوكب أورانوس، فضلا على اكتشافات فلكية بارزة أخرى.
يبعد كويكب هانوفر نحو 180 مليون كيلومتر عن الشمس ويبلغ قطره نحو 5و1 كيلومتر، كما تبلغ درجة حرارته نحو -100 درجة مئوية. وقد قام «شواب» بتعيين حجم الكويكب على أساس قدره الظاهري وحدد مقاييسه بنحو 5و1 كيلومتر. ولكن هذا التقدير يعتمد في الواقع على حالتين:
1) احتمال أن تغطي سطح الكويكب طبقة من الجليد، فهي تكون عاكسة جيدا لضوء الشمس، فيكون حجم الكويكب أصغر من هذا التقدير،
2) احتمال أن يغطي سطح الكويكب طبقة رمادية من الصخر ومركبات الكربون، فهذه لا تعكس الضوء جيدا، وعلى ذلك فمن الممكن أن يكون حجم الكويكب أكبر من 5و1 كيلومتر.
يدور الكويكب في فلك حول الشمس بين كوكبي المريخ والمشتري، في دورة تستغرق 2و4 سنة من سنوات الأرض. يقدر عمر الكويكب هانوفر بنحو 4 مليارات سنة، أي عمره تقريبا من عمر الأرض.

## اقرأ أيضا
- سيريس (كوكب قزم)
- 4 فيستا
- حزام الكويكبات
- دوون (مسبار فضاء)